# Управління безпеки та контррозвідки
Управління з питань безпеки та контррозвідки (мак. Управа за безбедност и контраразузнавање (УБК)), раніше — Дирекція з питань безпеки та контррозвідки (мак. Дирекција за безбедност и контраразузнавање (ДБК)) — колишня урядова установа при Міністерстві внутрішніх справ Республіки Македонія, яка займалася питаннями системи державної безпеки Північної Македонії.
Система державної безпеки полягає у захисті від шпигунства, тероризму чи іншої діяльності, що створює загрозу або спрямована на знищення насильницькими засобами демократичних інститутів, установлених Конституцією Македонії, а також забезпечує захист від важких форм організованої злочинності.
Останнім директором був Горан Ніколовський, який обійняв посаду в червні 2017 року, змінивши Владимира Атанасовського.
2019 року Управління з питань безпеки та контррозвідки перетворили на нове Агентство національної безпеки.

## Витоки
13 травня 1944 р. у Дрварі створили «Відділення захисту народу» (ОЗНА) — єдину службу безпеки в Югославії на той час. В основу керівних принципів організації та операційної роботи ОЗНА лягли захист від розвідки і контррозвідки збройних сил та установ, причетних до народно-визвольної війни (1941—1945), і боротьба з балістами та іншими антикомуністичними загонами (так званими бандами).
Незабаром після цього було створено по Відділенню захисту народу для кожної з республік федеративної Югославії (ФНРЮ). У Демократичній Федеральній Македонії ОЗНА виникло в липні 1944 року в селі Рамно під Кумановом. До 31 січня 1946 р. ОЗНА існувало у складі Міністерства оборони, після чого з усіма тими самими повноваженнями перейшло у підпорядкування Міністерства внутрішніх справ. Це спричинило його реорганізацію та створення Управління державної безпеки (УДБА). Своєю розвідувальною та контррозвідувальною діяльністю УДБА захищало територію ФНРЮ, виявляло нелегальні організації та групи, боролося з бандитизмом і залишками колаборантських утворень та серйозними формами господарської злочинності.
1966 р. заклали підвалини Служби державної безпеки (СДБ), яка викривала діяльність, спрямовану на підрив чи руйнування конституційного порядку та відвертала загрози безпеці країни.
З часу здобуття незалежності Республіки Македонія у структурі Міністерства внутрішніх справ СДБ виконувала завдання, встановлені Конституцією та законами Республіки Македонія.
1995 р., з реорганізацією адміністративних органів, СДБ перейменували на Дирекцію безпеки та контррозвідки, а зі змінами до закону про організацію та роботу державного управління у 2000 р. ДБК реструктурували в Управління безпеки та контррозвідки, зберігши за ним питання, пов'язані із системою державної безпеки.

## Організація
Управлінням керує директор, незалежний у виконанні обов'язків і підзвітний у своїй роботі міністрові внутрішніх справ та македонському урядові, який і призначає його строком на чотири роки.
На пропозицію директора управління міністр видає акти щодо організації, роботи та щодо систематизації посад управління, працівники якого мають право збирати відомості й інформацію від громадян, органів влади, підприємств та інших юридичних осіб, щоб належно виконувати свої службові обов'язки.